# Bachia micromela
Espèce
Bachia micromela est une espèce de sauriens de la famille des Gymnophthalmidae.

## Répartition
Cette espèce est endémique du Tocantins au Brésil.

## Publication originale
- Rodrigues, Pavan & Curcio, 2007 : Two New Species of Lizards of The Genus Bachia (Squamata, Gymnophthalmidae) from Central Brazil. Journal of Herpetology, vol. 41, no 4, p. 545-553 (texte intégral).